# 大観密寺

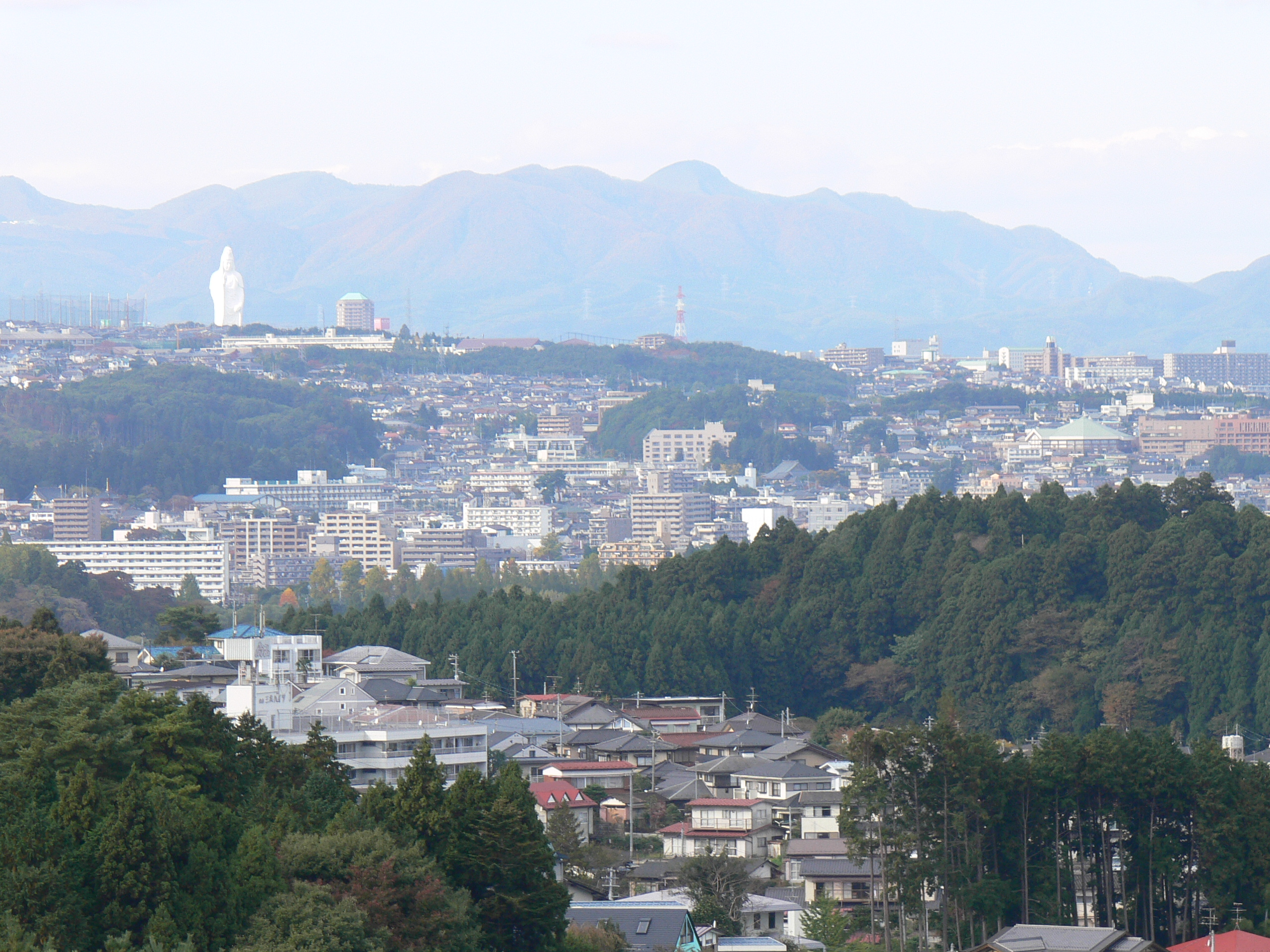
大年寺山公園から見た仙台大観音の遠景（2007年11月）

大観密寺（だいかんみつじ）は、宮城県仙台市泉区にある寺院である。境内にある高さ100mの仙台大観音（せんだいだいかんのん）が当寺の通称にもなっている。

## 概要
大観密寺は真言宗智山派に属す密教寺院で、総本山は京都東山の智積院である。仙台市都心部（標高40m前後）から見て西北の標高180m程度の造成地にあり、境内に高さ100mの大観音像が建っている。この大観音の正式名称は仙台天道白衣大観音（せんだいてんどうびゃくえだいかんのん）であるが、当寺は仙台大観音の通称を用い、それが寺の通称にまでなってしまっている。

## 沿革
双葉綜合開発を核とする双葉グループが1964年（昭和39年）から「中山」と名の付く大規模住宅地やレジャー施設等を開発したが、同グループを率いた実業家・菅原萬が、事業が成功したのは日ごろ信仰していた観音様のお陰という信仰心と仙台に名所を作りたいという思いから大観音像建立を発願、同社の造成地の一部に着工をはじめた。1991年（平成3年）9月1日に落慶法要及び大観音像の開眼法要が盛大に営まれ、隣接地には同日「ニューワールドホテル」（現仙台ヒルズホテル）も開業した。なおホテル正面にある交差点の名称は「仙台大観音」、最寄りのバス停も「仙台大観音前」となっている。
創建当初は物珍しさもあり、全国からバスを連ねての観光や参拝者も数多く集まり連日賑わいを見せていたが、現在の境内地は静寂な佇まいを見せ、創建時とは違う地域信仰のよりどころとなっている。計画発表後、周辺住民が反対運動を起こし建設後も不気味に見られていたが、現在では信仰対象のみならず待ち合わせスポットとして利用されるなど地元に定着している。
2010年代に日本への観光客が増加すると、都市部から見える巨大な観音像という珍しさから外国人観光客が増加した。特に仏教国であるタイでは映画のロケにも使われ、仙台市が発行したタイ語のパンフレットにも観光コースとして記載されるなど知名度が高い。

## 仙台大観音
正式名称を仙台天道白衣大観音（せんだいてんどうびゃくえだいかんのん）とする、大観密寺の境内中央に建つ大観音像。外装には白色フッ素樹脂塗装を施している。身の丈92m、台座を含めると地上100mであるが、100という数字は1989年（平成元年）4月1日に政令指定都市に移行した仙台市が同時に市制100周年を迎えたことに因んでいる。また、21世紀の繁栄を願って、地下方向にも21mの深さにまで掘られている。白亳は直径が74cm、手に持った如意宝珠は直径が3m・重さが34t、水瓶は直径が2m、長さが8mで67tの水が入るとされる。
約7km離れた仙台駅（北緯38度15分36.4秒 東経140度52分56.5秒 / 北緯38.260111度 東経140.882361度）の方角に正面を向けており、仙台市中心部でも高層ビル（宮城県庁舎など）から姿を見ることが出来る。
台座にある胎内への入り口は龍の口（登龍門）を模しており、正面からは観音が龍に乗っている様に見える。胎内は12層に分かれており、60mに及ぶ吹き抜けになっている。12層には大観音の腹側と背側に展望窓が設置されていて、各々都心部側と泉ヶ岳側を望むことが出来る。都心側は天気が良好であれば牡鹿半島まで見渡せる。また、両肩付近に航空障害灯が設置されており、その部分にも窓がある。内部の各層には三十三観音・十二神将・百八体仏などが収められ、直接内拝ができる。なお内部にエレベーターが設置されているため、直接12層へ昇ることが出来る。
内部の拝観は入り口で守護札料500円を納める。
なお、この大観音により地上アナログテレビ放送における電波障害が発生したため、その対策としてニューワールド中山中継局が設置されていたが、地上アナログテレビ放送の終了に伴って廃止された。
2001年の塗装工事は足場を組んだこともあり2億円という多額の費用を要した。2020年ごろから表面にひびが目立つようになり再び塗装工事の計画が持ち上がるが、2001年の工事と同じ工法では再び多額の資金を要することが懸念された。このためロープでぶら下がって作業する技術を持ち、かつて会津慈母大観音の修復工事なども担当した企業が請け負うこととなった。塗装のみならず初の修復工事も行われ、2023年6月から始まって11月に完了した。

## 油掛大黒天
真言宗智山派大観密寺の境内地内には大黒堂が立つ。ここに祀られている大黒天は油を掛けて拝む珍しい参拝法で知られ、仙台市内外から参拝者が多い。
この油を注ぐ参拝法は元々、真言密教の増益法の一つ浴油法に由来するものだと考えられている。京都にも油掛地蔵という地蔵菩薩が祀られているが、内容は同一と思われる。この油掛大黒天は大観音建立以前から鎮座していたようで、現在の位置より少し北に位置していたという。

## アクセス
- 仙台市営バス：仙台駅西口バスプール14番ポールより乗車し、「仙台大観音前」バス停下車。徒歩1分。
- 自動車：県道仙台北環状線「南中山1丁目北」交差点から市道中山幹線1号線[12] を西走し、終点より仙台ヒルズホテルとの共同の入口から入るか、または、同県道「南中山1丁目南」交差点から市道北山根白石線[13] を西走し、仙台大観音の背中側にある当寺の西側の道に右折して入って到達する。
- 無料駐車場：大型バス15台、普通自動車200台。